# 第43回カンヌ国際映画祭
第43回カンヌ国際映画祭（だい43かいカンヌこくさいえいがさい）は、1990年5月10日から21日にかけて開催された。

## 受賞結果
- パルム・ドール：『ワイルド・アット・ハート』（デヴィッド・リンチ）
- 審査員グランプリ：『掟』（イドリッサ・ウエドラオゴ）、『死の棘』（小栗康平）
- 審査員賞：『ブラック・アジェンダ/隠された真相』（ケン・ローチ）
- 監督賞：パーヴェル・ルンギン（『タクシー・ブルース』）
- 男優賞：ジェラール・ドパルデュー（『シラノ・ド・ベルジュラック』）
- 女優賞：クリスティナ・ヤンダ（『尋問』）
- 芸術貢献賞：『Matj』（グリェーブ・パンフィロフ ）
- カメラ・ドール：ヴィターリー・カネフスキー（『動くな、死ね、甦れ!』）
- 特別表彰：アンジェイ・ワイダ（『コルチャック先生』）、マノエル・ド・オリヴェイラ（『ノン、あるいは支配の虚しい栄光』）

## 審査員

### コンペティション部門
- 審査委員長
  - ベルナルド・ベルトルッチ（イタリア/監督）
- 審査員
  - アレクセイ・ゲルマン（ソ連/監督）
  - アンジェリカ・ヒューストン（アメリカ/女優）
  - ミーラー・ナーイル（インド/監督）
  - ベルトラン・ブリエ（フランス/監督）
  - ファニー・アルダン（フランス/女優）
  - クリストファー・ハンプトン（イギリス/脚本家）
  - スヴェン・ニクヴィスト（スウェーデン/撮影監督）
  - フランソワーズ・ジルー（フランス/ジャーナリスト）
  - 柴田駿（日本/プロデューサー）

## 上映作品

### コンペティション部門
| 題名 原題                                                | 監督                             | 製作国                                    |
| -------------------------------------------------------- | -------------------------------- | ----------------------------------------- |
| 愛と哀しみの旅路 Come See the Paradise                   | アラン・パーカー                 | アメリカ合衆国                            |
| シラノ・ド・ベルジュラック Cyrano de Bergerac            | ジャン＝ポール・ラプノー         | フランス                                  |
| ダディ・ノスタルジー Daddy Nostalgie                     | ベルトラン・タヴェルニエ         | フランス                                  |
| ブラック・アジェンダ/隠された真相 Hidden Agenda          | ケン・ローチ                     | イギリス                                  |
| 菊豆（チュイトウ） 菊豆                                  | チャン・イーモウ                 | 中国                                      |
| La Captive du désert (Captive of the Desert)             | レイモン・ドゥパルドン           | フランス                                  |
| 仮面の愛/マスカレード La putain du roi                   | アクセル・コルティ               | イギリス オーストリア · フランス イタリア |
| Matj (Mother)                                            | グレブ・パンフィーロフ           | ソビエト連邦 イタリア                     |
| ヌーヴェルヴァーグ Nouvelle vague                        | ジャン＝リュック・ゴダール       | フランス スイス                           |
| 尋問 Przesluchanie                                       | リシャルト・ブガイスキ           | ポーランド                                |
| Rodrigo D: No futuro (Rodrigo D: No Future)              | ヴィクトル・マヌエル・ガヴィリア | コロンビア                                |
| 死の棘                                                   | 小栗康平                         | 日本                                      |
| みんな元気 Stanno tutti bene                             | ジュゼッペ・トルナトーレ         | イタリア フランス                         |
| タクシー・ブルース Такси-блюз                            | パーヴェル・ルンギン             | ソビエト連邦 フランス                     |
| 掟 Tilaï                                                 | イドリッサ・ウエドラオゴ         | ブルキナファソ スイス イギリス 他         |
| Ucho (The Ear)                                           | カレル・カヒーニャ               | チェコスロバキア                          |
| ホワイトハンター ブラックハート White Hunter Black Heart | クリント・イーストウッド         | アメリカ合衆国                            |
| ワイルド・アット・ハート Wild at Heart                   | デヴィッド・リンチ               | アメリカ合衆国                            |

### 特別招待作品
- アーティフィシャル・パラダイス - カルポ・ゴディナ（ユーゴスラヴィア）
- クライ・ベイビー - ジョン・ウォーターズ（アメリカ）
- コルチャック先生 - アンジェイ・ワイダ（ポーランド）
- 太陽は夜も輝く - パオロ&ヴィットリオ・タヴィアーニ（イタリア）
- ノン、あるいは支配の虚しい栄光 - マノエル・デ・オリヴェイラ（ポルトガル、スペイン、フランス）
- ボイス・オブ・ムーン - フェデリコ・フェリーニ（イタリア）
- 迷宮のヴェニス - ポール・シュレイダー（アメリカ）
- 夢 - 黒澤明（日本）
- リトル・マーメイド/人魚姫 - ロン・クレメンツ、ジョン・マスカー（アメリカ）
- Plot Against Harry - マイケル・ローマー（アメリカ）

### ある視点部門
| 題名 原題                                                        | 監督                                | 製作国              |
| ---------------------------------------------------------------- | ----------------------------------- | ------------------- |
| 1871 1871                                                        | ケン・マクマレン                    | イギリス            |
| Abrahams Gold                                                    | ヨルク・グラザー                    | 西ドイツ            |
| Best Hotel on Skid Row                                           | クリスティン・チョイ レニー・タジマ | アメリカ合衆国      |
| Chyornaya roza - emblema pechali, krasnaya roza - emblema lyubvi | セルゲイ・ソロヴィヨフ              | ソビエト連邦        |
| Hameyu'ad                                                        | ダニエル・ワクスマン                | イスラエル          |
| Het Sacrament                                                    | ヒューゴ・クラウス                  | ベルギー            |
| Innisfree                                                        | ホセ・ルイス・ゲラン                | スペイン            |
| 客途秋恨 Song of the Exile                                       | アン・ホイ                          | イギリス領香港 台湾 |
| Le Casseur de pierres                                            | モハメッド・ズレン                  | チュニジア          |
| ロングタイム・コンパニオン Longtime Companion                    | ノーマン・ルネ                      | アメリカ合衆国      |
| 石の賛美歌 Le cantique des pierres                               | ミシェル・クレイフィ                | ベルギー パレスチナ |
| Night Out                                                        | ローレンス・ジョンストン            | オーストラリア      |
| Ostatni prom                                                     | Waldemar Krzystek                   | ポーランド          |
| Pummarò                                                          | ミケーレ・プラチド                  | イタリア            |
| Scandalo segreto                                                 | モニカ・ヴィッティ                  | イタリア            |
| The Space Between the Door and the Floor                         | ポーリン・チャン                    | オーストラリア      |
| Tumultes                                                         | ベルトラン・ファン・エフェンテール  | フランス            |
| Turnè                                                            | ガブリエレ・サルヴァトレス          | イタリア            |
| V Gorode Sochi Temnye Nochi                                      | ワーシリー・ピチュール              | ソビエト連邦        |
| 動くな、死ね、甦れ! Zamri, umri, voskresni!                      | ヴィターリー・カネフスキー          | ソビエト連邦        |